# Cevico de la Torre
Cevico de la Torre é um município da Espanha na província de Palência, comunidade autónoma de Castela e Leão, de área 50,85 km² com população de 545 habitantes (2007) e densidade populacional de 11,58 hab/km².

## Demografia
| Variação demográfica do município entre 1991 e 2004 | Variação demográfica do município entre 1991 e 2004 | Variação demográfica do município entre 1991 e 2004 | Variação demográfica do município entre 1991 e 2004 |
| --------------------------------------------------- | --------------------------------------------------- | --------------------------------------------------- | --------------------------------------------------- |
| 1991                                                | 1996                                                | 2001                                                | 2004                                                |
| 767                                                 | 739                                                 | 648                                                 | 588                                                 |